# Praha 17
Městská část Praha 17 leží v severozápadní části Prahy, v městském obvodu Praha 6, a její území je tvořeno katastrálním územím Řepy. Navazuje na identitu někdejší obce Řepy a její místní národní výbor. Do 31. prosince 2001 se městská část Praha 17 nazývala Praha-Řepy, přičemž do 17. listopadu 1994 do této městské části nespadala jižní, sídlištní část katastrálního území Řepy, která byla součástí městské části Praha 6.

## Historie
Městská část Praha-Řepy do roku 1994 nezahrnovala jižní, převážně sídlištní část katastru Řep – tvořila ji pouze severní část včetně starých Řep až ke Karlovarské ulici včetně bělohorského poutního areálu, který tuto ulici přesahuje. Vyhláškou 9/1994 HMP byla k městské části s účinností od 18. listopadu 1994 připojena i jižní část katastrálního území Řepy, která do té doby patřila k městské části Praha 6.
Od roku 1996[zdroj?] má městská část Praha 17 i novou budovu radnice, která se nachází v ulici Žalanského.

## Správní obvod Praha 17

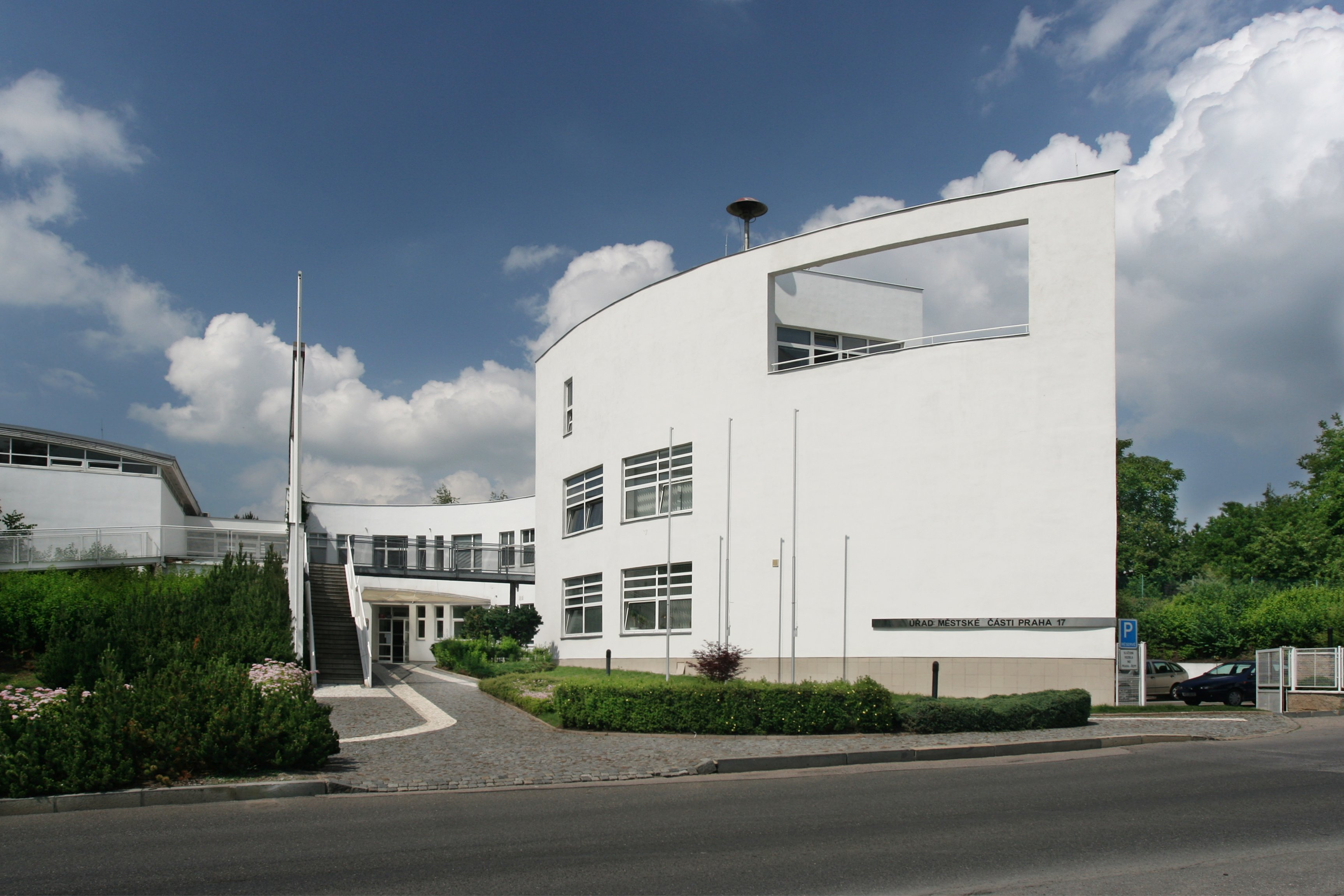
Radnice v Řepích

Úřad městské části Praha 17 je pověřen výkonem rozšířené působnosti státní správy též pro území městské části Praha-Zličín, které leží v městském obvodu Praha 5 a zahrnuje katastrální území Zličín, Sobín a část katastrálního území Třebonice. Území rozšířené působnosti státní správy úřadu městské části Praha 17 (takzvaný správní obvod Praha 17) tedy zasahuje do dvou městských obvodů podle zákona o územním členění státu. Podobný přesah do dvou obvodů má i správní obvod Praha 11. Je tak narušena skladebnost samosprávného členění ve vztahu k územnímu členění státu a města.